# Doomcore
Doomcore ili Darkcore je podvrsta hardcore techna. Karakteriziraju ga mračnije melodije i teški bass zvukovi. Brzina darkcorea se kreće od 150 do 170 BPM-a. Najčešće se koriste uzorci iz horror filmova, komponenti industriala ili mračnih ambijentalnih prijelaza. Ne zna se pravo mjesto nastanka darkcorea; neki izvori kao mjesto nastanka navode London, dok neki izvori smatraju da je mjesto nastanka Frankfurt, točnije, izdavačka kuća Planet Core Productions koju je vodio Marc Trauner.